# هنشل هااس ۱۲۲
هنشل هااس ۱۲۲ (به آلمانی: Henschel Hs 122) هواگرد تک‌باله تک‌موتوره شناسایی برد کوتاه ساخت شرکت هنشل در آلمان بود.

## توسعه
هااس ۱۲۲ نخستین هواگرد تولید شده هنشل در کارخانه شونفلت این شرکت، در سال ۱۹۳۵، بود. هااس ۱۲۲ فاو-۱، پیش‌نمونه منجر به مدل هااس ۱۲۲آ، یک موتور خطی وی‌شکل ۱۲ سیلندر رولز-رویس کسترل خنک‌شونده با مایع با توان ۵۸۰ اسب بخار هنگام برخاست، داشت که یک ملخ دو تیغه را به چرخش درمی‌آورد. این مدل توسعه بیشتری پیدا نکرد. در هااس ۱۲۲ فاو-۲، پیش‌نمونه منجر به مدل هااس ۱۲۲ب، با همان سازه پیشین، از موتور برامو اس‌ها ۲۲ استفاده شد. لوفت‌وافه این مدل را به عنوان هواگرد شناسایی برد کوتاه به خدمت پذیرفت. هااس ۱۲۲ تا هنگام جایگزینی با هااس ۱۲۶ به فعالیت ادامه داد.

## ساخت
بدنه هواگرد شاسی یکپارچه تمام‌فلزی و صُلب داشت. مقطع عمودی بدنه بیضوی‌شکل بود. صفحات بزرگ جداشدنی امکان دسترسی راحت به درون قسمت جلویی بدنه را می‌داد.
هواگرد پیکربندی تک‌باله بال‌بالای مهار شده داشت. این بال تمام‌فلزی، دو تکه و با دو تیر اصلی بود.  تمامی بال پوشیده از ورق فلزی بود؛ جز بخش زیرین بین دو تیر اصلی، شهپرها و برآافزای‌های فرود که پوشش پارچه‌ای داشتند. برآافزاهای فرود به صورت مکانیکی با چرخ‌دنده حلزونی به‌کار گرفته می‌شد. بال هر طرف با میله‌های وی‌شکل به بدنه متصل بود.
دُم شکلی معمولی و ساختی تمام‌فلزی داشت. پایدارکننده عمودی با پوشش ورق فلزی و سکان با پوشش پارچه‌ای بود. پایدارکننده‌های افقی با مهار از بالا به پایدارکننده عمودی و با دو میله موازی از پایین به بدنه متصل بود.
خدمه شامل خلبان و دیده‌بان/بیسم‌چی/تیربارچی در یک جایگاه سر باز پشت سر هم می‌نشستند. دیده‌بان یک دوربین دستی داشت.
ارابه فرود اصلی پوشیدهٔ هوا لغز بود. هر چرخ آن به صورت جداگانه یک پایه وی‌شکل داشت و از مرکز بدنه مهاربندی شده بود. سامانه تعلیق این چرخ‌ها درون بدنه بود. چرخ دم صُلب، کاملا چرخان و پوشیدهٔ هوا لغز بود.
یک موتور شعاعی ۹ سیلندر ب‌ام‌و برامو-زیمنس اس‌ها ۲۲ خنک‌شونده با هوا با توان ۶۶۰ اسب بخار هنگام برخاست، با به چرخش درآوردن یک ملخ دو تیغه چوبی نیروی محرکه هواگرد را تأمین می‌کرد. پوسته موتور از نوع ناکا و چندراهه دود آن از جلو بود. مخزن سوخت درون بدنه و پشت دیواره آتش بود.
تسلیحات هواگرد شامل یک مسلسل ثابت هماهنگ‌شده ۷.۹ میلی‌متری ام‌گه ۱۷ در جلوی بدنه و یک مسلسل ۷.۹ میلی‌متری ام‌گه ۱۵ در جایگاه چرخان در صندلی پشت بود. ده بمب ۱۰ کیلوگرمی هم در یک محفظه حمل می‌شد.